# Comité Especializado contra el Crimen Organizado y la Delincuencia Grave
El Comité Especializado contra el Crimen Organizado y la Delincuencia Grave (CODG) es el órgano de apoyo al Consejo de Seguridad Nacional (CSN) de España en el ámbito la lucha contra la delincuencia organizada y la delincuencia grave.
Como el resto de comités de apoyo al CSN, este se puede reunir presencialmente o telemáticamente, y puede reunirse en pleno o de forma más reducida. También puede tener grupos de trabajo.

## Historia
Este comité se creó por Acuerdo del Consejo de Seguridad Nacional de 15 de octubre de 2024, presidido por el rey Felipe VI.

## Funciones
En concreto, el CODG tiene asignadas las siguientes funciones:
- Proponer al Consejo de Seguridad Nacional las directrices en materia de planificación y coordinación de la política de Seguridad Nacional relacionadas con la lucha contra el crimen organizado y la delincuencia grave.
- Contribuir a reforzar el adecuado funcionamiento del Sistema de Seguridad Nacional en el ámbito de la lucha contra el crimen organizado y la delincuencia grave, cuya supervisión y coordinación corresponde al Consejo de Seguridad Nacional.
- Apoyar al Consejo de Seguridad Nacional en su función de verificar el grado de cumplimiento de la Estrategia de Seguridad Nacional y proponer, en su caso, su revisión, en lo relacionado con la lucha contra el contra el crimen organizado y la delincuencia grave.
- Verificar el grado de cumplimiento de la Estrategia Nacional contra el Crimen Organizado y la Delincuencia Grave, impulsar y liderar los trabajos para la revisión de su contenido y realizar aportaciones a los procesos de elaboración de los planes estratégicos que se deriven del mismo.
- Apoyar la toma de decisiones del Consejo de Seguridad Nacional en las materias propias del ámbito de la lucha contra el crimen organizado y la delincuencia grave, mediante el análisis, estudio y propuesta de iniciativas tanto en el ámbito nacional como internacional.
- Reforzar las relaciones entre las Administraciones Públicas concernidas en el ámbito de la lucha contra el crimen organizado y la delincuencia grave, así como la coordinación, la colaboración y cooperación entre los sectores público y privado.
- Actuar en apoyo del Comité de Situación ante escenarios susceptibles de derivar en una situación de interés para la Seguridad Nacional.
- Aprobar sus propias Normas de régimen interno y funcionamiento.
- Todas aquellas otras funciones que le atribuya el ordenamiento jurídico o que le encomiende el Consejo de Seguridad Nacional.

## Composición
El CNSA se compone de:
- El titular de la Secretaría de Estado de Seguridad, que lo preside.
- El titular de la Departamento de Seguridad Nacional, que ejerce la vicepresidencia.
- El titular de la Dirección General de Coordinación y Estudios.
- El titular del Centro de Inteligencia contra el Terrorismo y el Crimen Organizado.
- El titular de la Comisaría General de Policía Judicial de la Policía Nacional.
- El titular de la Jefatura de Policía Judicial de la Guardia Civil.
- Un vocal con rango mínimo de Subdirector general o asimilado u Oficial General de los departamentos ministeriales y organismos públicos siguientes:
  - El Ministerio de Asuntos Exteriores, Unión Europea y Cooperación.
  - El Ministerio de la Presidencia, Justicia y Relaciones con las Cortes.
  - El Ministerio de Defensa.
  - El Ministerio de Hacienda.
  - El Ministerio de Transportes y Movilidad Sostenible.
  - El Ministerio de Economía, Comercio y Empresa.
  - El Centro Nacional de Inteligencia.
  - La Secretaría de Estado de Comunicación.
- Un funcionario del Departamento de Seguridad Nacional, que ejerce la Secretaría Técnica.
- Cuando el presidente así lo decida, un representante del resto de los departamentos ministeriales u organismos públicos.
- Cuando el presidente así lo decida, representantes de las demás entidades que integran el sector público institucional, del sector privado y aquellas personas en su condición de expertos cuya contribución se considere relevante.